# Trempealeau, Wisconsin
Trempealeau là một làng thuộc quận Trempealeau, tiểu bang Wisconsin, Hoa Kỳ. Năm 2006, dân số của làng này là 1319 người.